# مردم لیوونیایی
لیوونیایی‌ها یا لیوها مردمان بومی در آستانه انقراضی هستند که در لیوونی، که بخش بزرگی از شمال غربی لتونی و جنوب غربی استونی را تشکیل می‌دهد، ساکنند. آنها به زبان لیوونیایی، که شاخه‌ای از زبان‌های اورالی است و شباهت زیادی به زبان‌های استونیایی و فنلاندی دارد، تکلم می‌کنند. تنها متکلم بومی این زبان، فردی لیوونیایی بود که با مرگ او در سال ۲۰۱۳ میلادی، این زبان به کلی از میان رفت.
عوامل تاریخی، اجتماعی و اقتصادی در کنار هم باعث شده‌اند که این قومیت به تدریج در خطر انقراض قرار گیرد و به یکی از کوچک‌ترین اقوام زنده در قرن ۲۱ میلادی تبدیل شوند. در سال ۲۰۱۱ میلادی، تنها نزدیک به ۲۵۰ نفر در لتونی اعلام کردند که جزو قومیت لیوونیایی هستند.